# Episodi di Monster Allergy (seconda stagione)

La seconda e ultima stagione della serie animata Monster Allergy è stata trasmessa su Toon Disney da maggio 2009.
| n. | Codice di produzione | Titolo                        |
| -- | -------------------- | ----------------------------- |
| 1  | MA2x01               | Il signore delle streghe      |
| 2  | MA2x02               | Un mostro per due             |
| 3  | MA2x03               | Il risveglio del drago        |
| 4  | MA2x04               | Fidati di me!                 |
| 5  | MA2x05               | Un regno per Bombolo          |
| 6  | MA2x06               | La caduta di casa Barrymore   |
| 7  | MA2x07               | La rivincita di Moog          |
| 8  | MA2x08               | I pirati dell'unicorno        |
| 9  | MA2x09               | Il pupazzo di neve            |
| 10 | MA2x10               | I ribelli dell'isola          |
| 11 | MA2x11               | Latte e biscotti              |
| 12 | MA2x12               | Il circo di sinistro          |
| 13 | MA2x13               | Il torneo dei domatori        |
| 14 | MA2x14               | Il nemico invisibile          |
| 15 | MA2x15               | Blackout                      |
| 16 | MA2x16               | Il grande campione            |
| 17 | MA2x17               | Il vaso di Pandora            |
| 18 | MA2x18               | La formula della paura        |
| 19 | MA2x19               | La rivolta delle ombre        |
| 20 | MA2x20               | Gli spiriti della foresta     |
| 21 | MA2x21               | Il pozzo senza fondo          |
| 22 | MA2x22               | Lo spettacolo deve continuare |
| 23 | MA2x23               | Fratello vampiro              |
| 24 | MA2x24               | Tornando a casa               |
| 25 | MA2x25               | La casa nella palude          |
| 26 | MA2x26               | La centunesima porta          |

## Il signore delle streghe
Zick ed Elena cominciano a frequentare le lezioni all'Antica Armeria, ma la quiete viene turbata dal ritorno di Moog Magister, il signore delle streghe, e dall'arrivo del piccolo Bombolo.

## Un mostro per due
Zick, Elena e Bombo sono alle prese con un feroce mostro Grunt e con la sua banda di ladri.

## Il risveglio del drago
Gli eroi accompagnati da Bombolo e Bombo combattono contro i millenari draghi Mugalak Ragador e Sulfurius per salvare Patty e Matty.

## Fidati di me
Dopo aver combattuto un Chamalion a scuola Zick viene punito dai genitori che perciò gli sequestrano gli oggetti del domatore. Il ragazzo riesce a salvare il dombox universale che, nella confusione viene perso in un supermercato.